# Villers-aux-Tours
Pour les articles homonymes, voir Villers.
Villers-aux-Tours (en wallon Viyåtour) est un village du Condroz dans le sud de la province de Liège en Belgique. Sis sur les hauteurs de l'Ourthe (rive gauche) le village est administrativement rattaché à la commune d'Anthisnes située en Région wallonne de Belgique. C'était une commune à part entière avant la fusion des communes de 1977.

## Géographie
Ce village du Condroz se situe entre les villages de Limont, situé au nord-ouest et de Hody, au sud-ouest et le grand bois d'Anthisnes situé à l'est. La rue du Village est la principale artère traversant Villers. Le long de cette rue, se trouvent les chapelles Saint-Donat (1863) et Notre-Dame-de-Lourdes ainsi que l'école communale et la salle 'L'Espoir'. Le village comprend les quartiers de Fécher et du Fond de Chainay.

## Démographie
- Sources:INS, Rem:1831 jusqu'en 1970=recensements, 1976= nombre d'habitants au 31 décembre

## Histoire
Dès le Moyen Âge, la Seigneurie de Villers-aux-Tours était une des 7 Seigneuries d'au-delà des Bois, relevant du Duché de Limbourg, enclave dans la Principauté de Liège. D'après le Miroir des Noble écrit par Jacques de Hemricourt, il y vivait début du XIIIe siècle à Villers-aux-Tours les frères du chevalier Macaire delle Hays, entre autres Messire de Villers et Messire d'Esneux. Dans la région il y avait aussi un certain Macaire de Sougné vivant en 1147, compagnon d'armes d'Eustache de Chiny et représentant laïc de l'abbé Wibald de Stavelot. Il s'y trouvait un manoir fortifié primitif qu'on appelait "château de la Heys" défendu par des tours et entouré de fossés que l'on traversait sur un pont-levis. Il y a un Jean de Villers épouse la fille de François de la Roche, un autre Jean de Villers chatelain du ban de Sprimont… Se trouve encore un Jean, Johan de Villers, dit delle Hays, qui épouse Agnès, fille de Jean de Huy et de N., fille de Radoux d'Ile. Ils eurent Jean de Villers dit l'aîné, Henri et d'autres. Se trouve un Jean delle Heys épouse la fille de Raes de Chantemerle. La seigneurie de Villers aux Tours se signalait depuis le milieu du XIIIe siècle par la sympathie envers la famille delle Heid (Hays),,.

## Patrimoine et culture

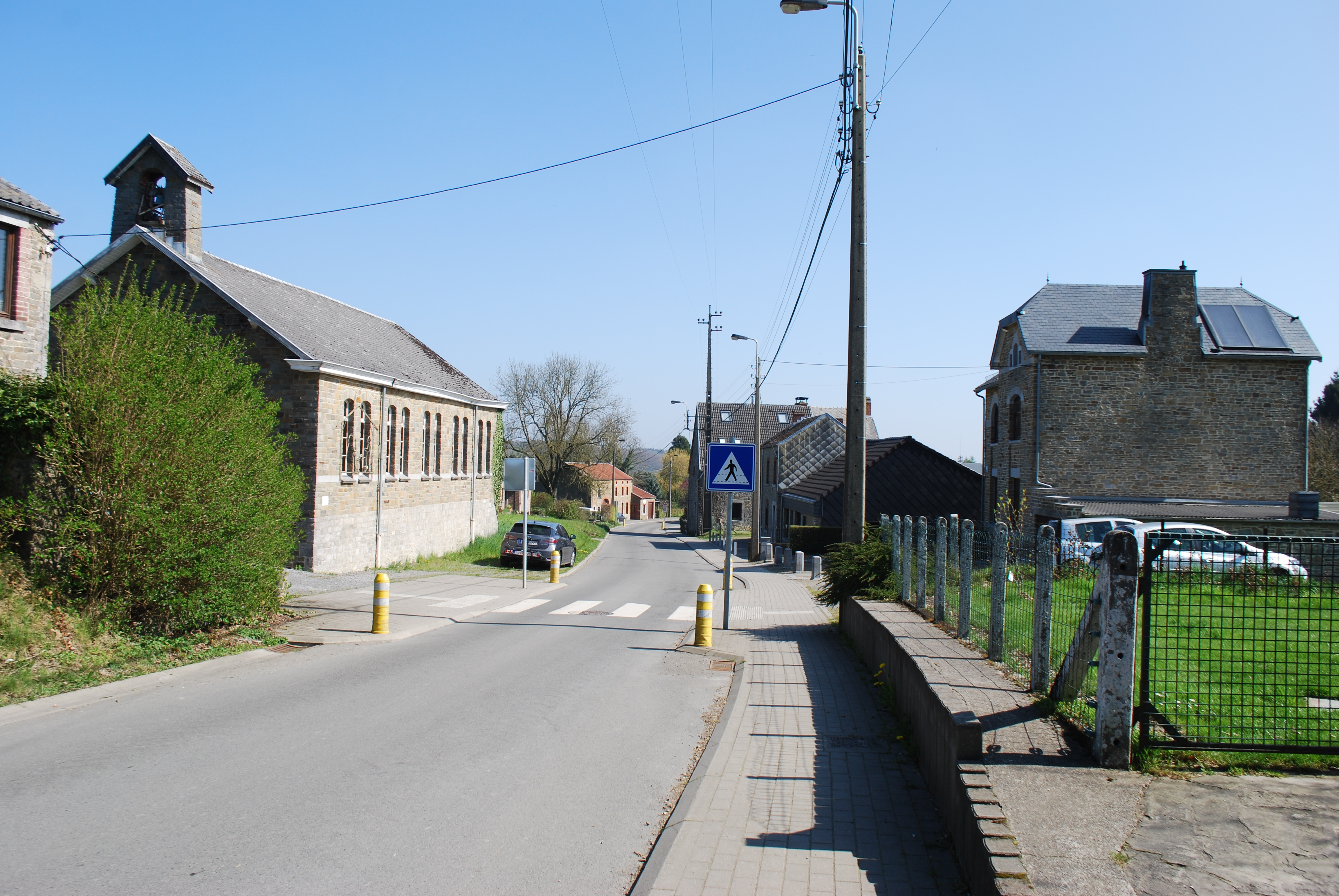
La chapelle Notre-Dame de Lourdes, à Villers.

### Patrimoine architectural
- Le village possède un noyau d'anciennes habitations en moellons de calcaire.
- Le château a été construit à partir de 1682 en remplacement d'un château féodal qui avait été incendié en 1675[4].